# Pseudhipparion
Pseudhipparion és un gènere extint de mamífers perissodàctils de la família dels èquids que visqueren a Nord-amèrica des del Miocè mitjà fins al Pliocè superior, fa entre 2,6 i 16 milions d'anys. Se n'han trobat restes fòssils a bona part dels Estats Units (Carolina del Nord, Colorado, Dakota del Sud, Florida, Geòrgia Kansas, Montana, Nebraska, Oklahoma, Texas i Wyoming). Eren equins diminuts, amb un pes estimat de 40 kg. La seva petitesa en comparació amb parents seus que vivien a latituds més altes es considera un exemple de la regla de Bergmann. El nom genèric Pseudhipparion significa ‘fals Hipparion’.